# Горленко, Дмитрий Лазаревич
Дмитрий Лазаревич Горленко (укр. Дмитро Лазарович Горленко) — прилуцкий полковник в 1692-1708 гг., наказной гетман казацких войск (1705).

## Биография
Отец, Лазарь Горленко — прилуцкий полковник (1658, 1661—62, 1664—68, 1672—77, 1680—87), убит восставшими казаками во время первого Крымского похода 1687 года.
В 1693 г. Дмитрий Горленко вместе с казаками Семёна Палия боролся против войск Османской империи и Крымского ханства, ходил походом на буджакских татар; в 1708 г. с Даниилом Апостолом и другими явился к Петру I с изъявлением покорности, но в 1711 г. состоял в числе приверженцев Орлика, старавшегося разорвать Прутский мирный договор.
Д. Горленко — один из ближайших сподвижников гетмана Ивана Мазепы, активный сторонник разрыва с Российским государством. В 1708 году вместе с Мазепой перешёл на сторону противника Петра I, шведского короля Карла XII. Затем, потерпев поражение в Полтавской битве, вместе с Карлом XII и Мазепой бежал в Бендеры, а оттуда в Константинополь.
После смерти Мазепы вместе с генеральным писарем Филиппом Орликом и казацким старшиной, племянником гетмана Андреем Войнаровским, 5 апреля 1710 года был одним из кандидатов на гетманство на Правобережной Украине.
В 1711 и 1713 годах принимал участие в походах гетмана Орлика на Правобережную Украину. В 1715 году из-за конфликта с Орликом вернулся из эмиграции и жил до 1730 года в Москве, откуда был отпущен царским правительством на Украину в 1731 году.
Считался одним из самых богатых полковников Гетманщины. Владел на Украине рядом сёл. На его средства был обведён каменной стеной Густынский монастырь.
По одним известиям, умер в 1731 г., а по другим — в этом году отпущен на Украину и когда умер — неизвестно. Погребён в родовой усыпальнице рода Горленко — Густынской обители.
Имеем Горленко названа улица в г. Днепр